# Temazcal
Das Temazcal oder Temazcalli ist ein Dampfbad, das im gesamten mesoamerikanischen Raum durch archäologische Funde belegt ist und bis heute genutzt wird. Der Zweck dieser Einrichtung lag und liegt dabei weniger im Zeremoniellen oder „Wellness“, sondern primär im Therapeutischen, also zur Heilung von Krankheiten. Der Name stammt aus dem Aztekischen, temas bedeutet Bad, calli bedeutet Haus. Der yukatekische Name lautet zumpul ché. In der Regel sind diese Gebäude relativ klein und niedrig mit Platz für eine bis maximal zehn Personen, es gibt aber auch Hinweise auf große Strukturen aus früheren Zeiten.

## Geschichte

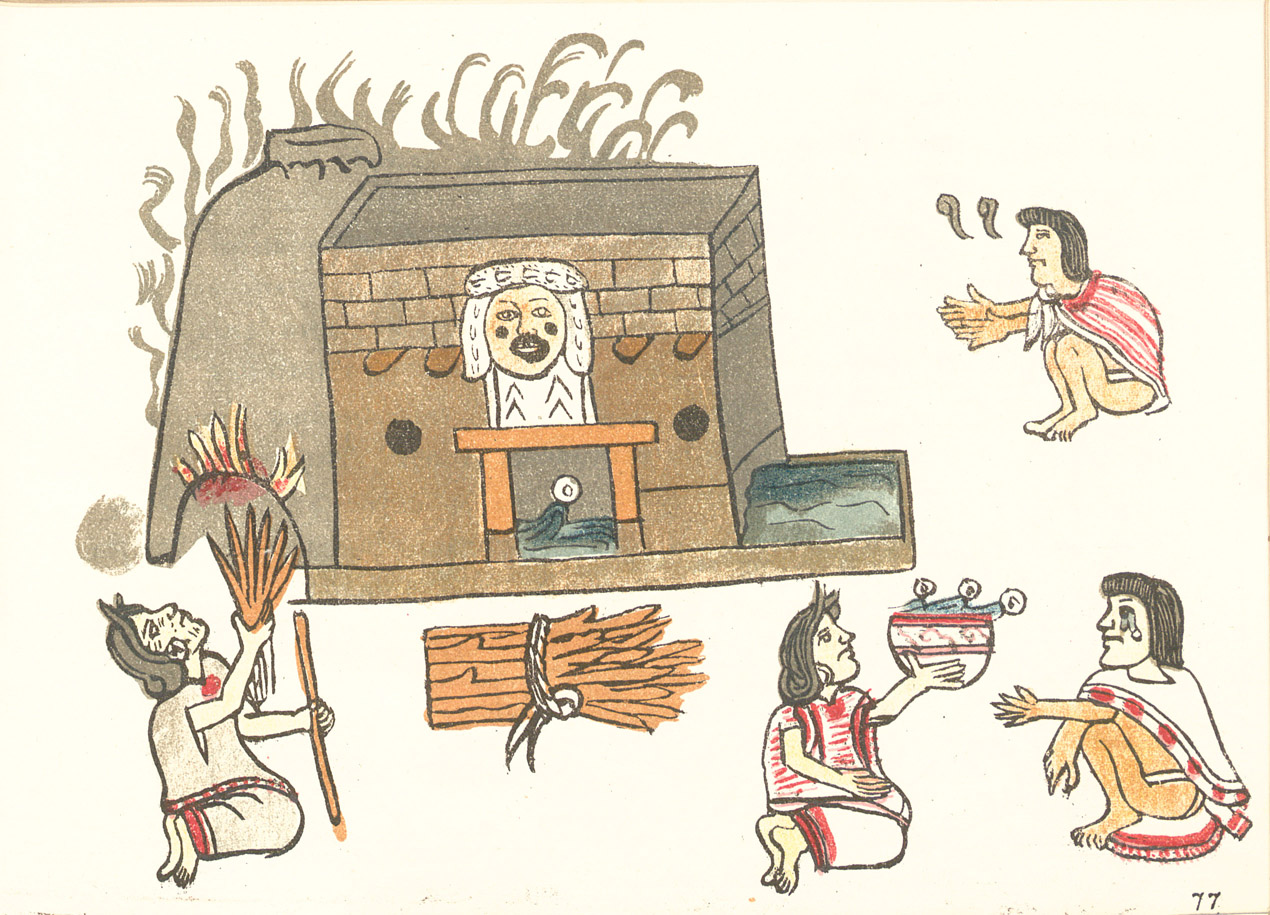
Darstellung eines Temazcals aus dem aztekischen Codex Magliabechiano

Die Tradition des Temazcals kann durch Funde aus prähispanischer Zeit aus dem Mayaraum belegt werden. Es war keine aztekische Erfindung, da das Temazcal schon den Purépecha vor der Einwanderung der Azteken bekannt war. Die Patronin der Schwitzbäder war in Tzintzuntzan die Mondgöttin Xaratanga. Bei Ausgrabungen in Piedras Negras wurden acht Strukturen auf Hügeln entdeckt, die als Schwitzbäder interpretiert werden. Also war die Tradition des Dampfbads schon vor dem Verlassen der Stadt in dieser Gegend bekannt. Auch eine T-förmige Struktur in Chichén Itzá wurde bereits 1936 von Ruppert als Schwitzbad interpretiert. Die Rekonstruktion einer Struktur aus Piedras Negras zeigt eine Art Badhaus, das an römische Beispiele erinnert. Es gibt darüber hinaus Hinweise auf Temazcals bei den Mixteken der Postklassik.
Zur Zeit der Conquista war das Temazcal im gesamten mesoamerikanischen Raum verbreitet. Clavijero schrieb hierzu: „Es gibt keinen Ort, so klein er auch sein mag, der nicht viele davon hat.“.

## Beschreibung und Funktionsweise
A. Gerste beschreibt das Temazcal als eine Art gewölbten und kreisrunden Lehmziegelofen mit acht Fuß Durchmesser und fünf bis sechs Fuß Höhe. Am oberen Ende befindet sich eine Öffnung. Der Boden ist leicht konvex und liegt einen Fuß über dem Erdboden. Das Temazcal wird kriechend durch eine enge Tür betreten. Gegenüber dem Eingang befindet sich die  Feuerstelle aus Stein oder Lehmziegeln, welche mit dem Temazcal durch eine gemeinsame Wand namens tetzontli oder anderem porösem Stein verbunden ist. Wenn die Feuerstelle heiß ist, betritt der Kranke das Temazcal, schließt die Öffnungen und gießt Wasser auf das glühende tetzontli, legt sich auf eine Matte und schlägt sich Heilpflanzen oder in heißem Wasser aufgeweichte Maisblätter auf den Körper.
Nach dem Schwitzen rennt der Patient aus dem Temazcal und springt zur Abkühlung in einen Bach oder Weiher. Sehr Kranke erlitten hierbei z. T. Kreislaufzusammenbrüche und starben. Auf der anderen Seite gibt es Berichte über erfolgreiche Heilungen von Hexenschuss und Ischias sowie über die positiven geburtsvorbereitenden und -nachbereitenden Wirkungen bei schwangeren Frauen.
Auch das Weltbild der mesoamerikanischen Völker spielte beim Bau eines Temazcals eine Rolle. So war die Feuerstätte meist östlich ausgerichtet, also in Richtung des Sonnenaufgangs, während der Eingang nach Süden zeigte, damit den „Weg der Toten“ symbolisierte und damit vielleicht auch einen Bezug zum Geburtsvorgang herstellte.

## Ablehnung durch die spanischen Eroberer
Zur teilweise zitierten Feststellung Diego de Landas, dass sich die mesoamerikanischen Ureinwohner regelmäßig, sogar täglich wuschen, fügt Clavijero die Beobachtung hinzu, dass die Benutzung des Temazcals „nur ein bisschen weniger häufig“ war. Dennoch sahen die Spanier darin heidnische Riten, zerstörten zahlreiche Temazcals und verboten zunächst allen die Benutzung, die sie nicht für die Heilung benötigten. Später wurde die Benutzung komplett unter Strafe gestellt: Es wird angenommen, dass der Umstand der Nacktheit den Moralvorstellungen der Spanier widersprach. Des Weiteren gab es in den Temazcals keine Geschlechtertrennung, was bei einem Außenstehenden eventuell Gedanken an Orgien hervorgerufen haben mag. Es muss aber erwähnt werden, dass viele Temazcals sehr klein waren, in denen gerade mal eine Person Platz fand. Dies muss den Spaniern bewusst gewesen sein, weshalb eine Fehlinterpretation der Funktion größerer Temazcals nicht unbedingt angenommen, jedoch auch nicht ausgeschlossen werden kann.
Über dem Eingang befand sich meist ein Bild der „Gottesmutter“ Teteo-Innan. Heute findet man entsprechend an derselben Stelle ein Marienbild. Die Göttin Teteo-Innan entspricht der Göttin Temazcalteci, der „Großmutter der Bäder“. Ihr Kult war auch bei den Mixteken, Zapoteken und Maya verbreitet, was darauf hinweisen könnte, dass die Spanier die Temazcals verboten, da sie einen zu starken Bezug zur heidnischen Religion befürchteten.

## Benutzung von Temazcals heute
Seit den 1950er Jahren wurde das Interesse am alten Temazcal wieder geweckt. Heute werden diese überwiegend von Frauen, den temazcaleras betrieben, welche auch die Diagnose stellen und daraufhin entscheiden, welche Temperatur, Luftfeuchtigkeit, Höhenpositionierung des Patienten und Kräuter gewählt werden müssen. Während der Behandlung fächern sie heißere Luft zu Körperregionen, die besonders erhitzt werden müssen (z. B. bei Rückenschmerzen).
Übrigens sind ähnliche Schwitzbäder wie das Inipi auch in Nord- und Südamerika nachweisbar. Die ausgeprägte medizinische Funktion scheint jedoch auf den mesoamerikanischen Raum beschränkt zu sein.